# Gunung Baringin (Portibi)
Gunung Baringin is een bestuurslaag in het regentschap Padang Lawas Utara van de provincie Noord-Sumatra, Indonesië. Gunung Baringin telt 539 inwoners (volkstelling 2010).